# Manoir de la Georgelais
Le manoir de la Georgelais est situé à Saint-Marcel en France.

## Localisation
Le manoir est situé sur le territoire de la commune de Saint-Marcel, au lieu-dit la Georgelais, dans le département du Morbihan en région Bretagne.

## Description
Le manoir date de 1600, édifice à un étage carré, logis à une pièce par niveau, construit en moellons de granite et de schiste. Toiture en pavillon recouverte d'ardoises. Escalier hors-œuvre,. 

## Historique
Le manoir date du XVIIe siècle, il est inscrit à l'inventaire général du patrimoine culturel en 1986,.